# Henk Wijngaard
Henk Wijngaard (Stadskanaal, 13 juni 1946) is een Nederlands zanger.

## Biografie
Wijngaard werd geboren als zoon van een uit Frankrijk gevluchte moeder en een Canadese geallieerde soldaat. Al op jonge leeftijd was hij met muziek bezig. Op zijn veertiende verjaardag kreeg hij een gitaar van zijn moeder. Op zijn 15e begon hij als lichtmatroos bij de koopvaardij. Na zijn huwelijk in 1966 zocht hij een baan aan de wal en werd  vrachtwagenchauffeur. In de weekenden speelde hij gitaar in diverse bandjes. Aangemoedigd door zijn bijrijder begon hij Nederlandstalige truckersliedjes te schrijven. Door mee te doen aan talentenjachten kreeg Wijngaard een contract bij platenmaatschappij Telstar.

### Zangcarrière
In 1978 beleefde Wijngaard zijn doorbraak als soloartiest met de door hemzelf geschreven hit Met de vlam in de pijp. Voordat Wijngaard als soloartiest doorbrak, speelde hij in een bandje genaamd William W, dat in 1977 een klein hitje had met Kunnen we elkaar niet vergeven, dat onder de piratenzenders van toen heel bekend was. Hetzelfde nummer heeft hij onder zijn eigen naam op zijn eerste soloalbum opnieuw uitgebracht.
Nadien volgden nog vele nummers, die vaak handelden over de truckerswereld. 'n Sneeuwwitte bruidsjurk (1988) stond tien weken in de hitparade. In 1990 haalde Wijngaard met Hé Suzie een Alarmschijf en een 8e plaats in de Top 40.
Wijngaard bracht in juni 2009 een nieuw album uit: Van de wereld. Het was, inclusief diverse verzamelalbums, zijn 41e album. De single Wat zegt je hart ervan was zijn 70e. In de loop der jaren behaalde hij twintig nummer 1-hits in de Nederlandstalige Top 20. In 2013 kwam Wijngaard met een parodistische cover van zijn eigen hit Met de vlam in de pijp over de abdicatie van paus Benedictus XVI: Komt er rook uit de pijp. In 2020 volgde een nieuwe versie met een aangepaste tekst over de coronapandemie.

### Privéleven
Henk Wijngaard woont in Emmen. Hij is getrouwd met Trijn. Zijn zoon, die lange tijd zijn geluidstechnicus was, is Evert Wijngaard.
De vader van de Canadese zangeres Shania Twain is een halfbroer van Henk Wijngaard. Wijngaard is daardoor Twains oom.

## Discografie

### Albums
| Album met eventuele hitnotering(en) in de Nederlandse Album Top 100 | Datum van verschijnen | Datum van binnenkomst | Hoogste positie | Aantal weken | Opmerkingen |
| ------------------------------------------------------------------- | --------------------- | --------------------- | --------------- | ------------ | --- |
| Zingende wielen                                                     | 1978                  | 29-04-1978            | 6               | 22           | Samen met muziekcassette binnen 3 maanden goud. Toen goed voor 75.000 verkochte exemplaren. In 2004 op cd verschenen. |
| Kilometervreters                                                    | 1979                  | 19-05-1979            | 13              | 11           | Samen met muziekcassette goed voor goud. In 2004 op cd verschenen.                                                    |
| Henk Wijngaard Show (Deel 01)                                       | 1980                  |                       |                 |              | In 1993 op cd verschenen                                                                                              |
| Und es heult er Motor                                               | 1980                  |                       |                 |              | Duitstalige lp-uitgave. In 1995 op cd verschenen.                                                                     |
| Volle bak                                                           | 1981                  | 04-04-1981            | 19              | 19           | Samen met muziekcassette goed voor goud. In 2004 op cd verschenen.                                                    |
| Als chauffeur ben ik geboren                                        | 1981                  | 09-01-1982            | 20              | 10           | |
| Autobaankoorts                                                      | 1982                  | 13-11-1982            | 31              | 9            | |
| Blij dat ik rij                                                     | 1983                  |                       |                 |              | |
| Henk Wijngaard Show (Deel 02)                                       | 1983                  |                       |                 |              | In 1993 op cd verschenen                                                                                              |
| Weg van de snelweg                                                  | 1984                  |                       |                 |              | In 2004 op cd verschenen                                                                                              |
| Het Beste Van                                                       | 1984                  |                       |                 |              | Verzamelalbum |
| Met de vlam in pijp                                                 | 1984                  |                       |                 |              | Verzamelalbum |
| Uurtje met                                                          | 1984                  |                       |                 |              | Verzamelalbum |
| Geef mij maar een truck                                             | 1987                  |                       |                 |              | |
| 'n Sneeuwwitte bruidsjurk                                           | 1989                  | 18-02-1989            | 44              | 14           | |
| Het beste van                                                       | 1989                  | 05-08-1989            | 36              | 10           | Verzamelalbum |
| Samen met jou                                                       | 1990                  | 13-10-1990            | 27              | 14           | |
| Kijk uit, hier ben ik!                                              | 1991                  | 09-11-1991            | 24              | 6            | |
| 28 Grootste successen                                               | 1992                  | 07-11-1992            | 53              | 9            | Verzamelalbum (2cd)                                                                                                   |
| Muziek is mijn wereld                                               | 1993                  | 18-09-1993            | 73              | 6            | |
| De Henk Wijngaard Show 1 en 2                                       | 1993                  |                       |                 |              | Verzamelalbum (2cd). Eerder uitgebracht op lp.                                                                        |
| Het allerbeste van                                                  | 1994                  | 12-02-1994            | 34              | 14           | Verzamelalbum |
| Country on the road                                                 | 1994                  | 15-10-1994            | 57              | 6            | Engelstalig |
| Ik ben voor de liefde                                               | 1994                  |                       |                 |              | |
| Da's leuk                                                           | 1995                  | 14-10-1995            | 70              | 4            | |
| Und es heult er Motor                                               | 1995                  |                       |                 |              | Duitstalige cd-uitgave                                                                                                |
| Von Trucker und Sehnsucht                                           | 1995                  |                       |                 |              | Duitstalig |
| De jaren 90                                                         | 1998                  |                       |                 |              | Verzamelalbum |
| Terug op de weg                                                     | 1998                  | 05-09-1998            | 60              | 4            | |
| Mijn gevoel                                                         | 2000                  |                       |                 |              | |
| Terug op de weg / Mijn gevoel                                       | 2000                  |                       |                 |              | (2cd) |
| Speklappen, törf en zoepenbrij                                      | 2001                  |                       |                 |              | Groningstalig |
| Geboren als 'n trucker                                              | 2002                  |                       |                 |              | |
| Hollandse glorie                                                    | 2002                  |                       |                 |              | Verzamelalbum |
| Hollands Goud                                                       | 2003                  |                       |                 |              | Verzamelalbum (2cd)                                                                                                   |
| Hollands Goud                                                       | 2003                  |                       |                 |              | Verzamelalbum |
| Het allerbeste van Henk Wijngaard                                   | 2003                  |                       |                 |              | Verzamelalbum |
| Zolang de motor draait                                              | 2004                  |                       |                 |              | In 2016 bekroond met een Gouden Telstar Award voor de verkoop van 15.000 exemplaren                                   |
| Het beste van Henk Wijngaard                                        | 2004                  |                       |                 |              | Serie van 4 verzamelalbums met totaal 42 liedjes                                                                      |
| Het beste van Henk Wijngaard                                        | 2004                  |                       |                 |              | Verzamelalbum |
| De Grootste hits voor onderweg                                      | 2003                  |                       |                 |              | Verzamelalbum |
| Dichterbij - 30 jaar Henk Wijngaard                                 | 2006                  |                       |                 |              | |
| Het allermooiste van Henk Wijngaard                                 | 2007                  |                       |                 |              | Verzamelalbum (3 cd)                                                                                                  |
| Regenboogserie                                                      | 2008                  |                       |                 |              | Verzamelalbum |
| Grootste Truckerslied aller tijden, met de Vlam in de Pijp          | 2008                  |                       |                 |              | Verzamelalbum (4 cd)                                                                                                  |
| Van de wereld                                                       | 02-01-2009            |                       |                 |              | |
| Zijn allergrootste hits                                             | 2010                  |                       |                 |              | Verzamelalbum |
| Alle 40 goed                                                        | 2011                  |                       |                 |              | Verzamelalbum (2 cd)                                                                                                  |
| Als vanouds                                                         | 22-10-2012            |                       |                 |              | |
| Altijd onderweg                                                     | 27-07-2014            |                       |                 |              | |
| 40 jaar hits                                                        | 29-01-2016            |                       |                 |              | Verzamelalbum (2cd)                                                                                                   |
| Hoe die zomer was                                                   | 02-09-2016            |                       |                 |              | |
| Mijn Allergrootste Successen                                        | 28-10-2016            |                       |                 |              | Verzamelalbum (2 cd)                                                                                                  |
| Altijd onderweg                                                     | ± 05-10-2018          |                       |                 |              | Mini album met 6 nummers                                                                                              |
| Tranen op het stuur                                                 | 01-11-2019            |                       |                 |              | |
| Een Lading Vol Hits                                                 | 03-06-2022            |                       |                 |              | Verzamelalbum |
| Hit The Road Henk                                                   | 30-09-2022            |                       |                 |              | |
| De Gouden Jaren Van Telstar Deel 1                                  | 15-11-2024            |                       |                 |              | Verzamelalbum (2cd)                                                                                                   |

## Singles
| Single met eventuele hitnotering(en) in de Nederlandse Top 40 | Datum van verschijnen | Datum van binnenkomst | Hoogste positie | Aantal weken | Opmerkingen |
| ------------------------------------------------------------- | --------------------- | --------------------- | --------------- | ------------ | --- |
| B'Dai Dai Die                                                 | 1976                  | -                     |                 |              | |
| De Jongens Uit Het Noorden                                    | 1977                  | -                     |                 |              | |
| Met de vlam in de pijp                                        | 1978                  | 06-05-1978            | 6               | 13           | Nr. 5 in de Single Top 100 / Alarmschijf                                                                             |
| Ik heb m'n wagen volgeladen                                   | 1978                  | 05-08-1978            | 20              | 6            | Nr. 14 in de Single Top 100 / Alarmschijf                                                                            |
| Nachtrijders                                                  | 1978                  | 23-12-1978            | 25              | 5            | Nr. 19 in de Single Top 100                                                                                          |
| Kilometervreters                                              | 1979                  | 05-05-1979            | 26              | 5            | Nr. 20 in de Single Top 100                                                                                          |
| Und es heult der motor                                        | 1979                  | -                     |                 |              | |
| Asfalt~rocker                                                 | 1979                  | 01-12-1979            | 32              | 3            | Nr. 19 in de Single Top 100                                                                                          |
| Container-song                                                | 1980                  | 14-06-1980            | 11              | 9            | Nr. 5 in de Single Top 100                                                                                           |
| Ik heb 'n truck als m'n woning                                | 1981                  | 28-03-1981            | 22              | 9            | Nr. 10 in de Single Top 100                                                                                          |
| Oh Suzanne                                                    | 1981                  | -                     |                 |              | |
| Als chauffeur ben ik geboren                                  | 1982                  | 23-01-1982            | 36              | 3            | Nr. 25 in de Single Top 100                                                                                          |
| Bak roest op 18 wielen                                        | 1982                  | 26-06-1982            | 30              | 4            | Nr. 22 in de Single Top 100                                                                                          |
| Truckcar race                                                 | 1982                  | 11-12-1982            | 29              | 4            | Nr. 27 in de Single Top 100                                                                                          |
| Trucker olé                                                   | 1983                  | 23-07-1983            | 33              | 3            | Nr. 38 in de Single Top 100                                                                                          |
| Willie de zwerver                                             | 1983                  | -                     |                 |              | |
| Met 30 tonnen vracht                                          | 1983                  | -                     |                 |              | |
| Ik reed kilometers                                            | 1983                  | -                     |                 |              | |
| Blij dat ik rij                                               | 1983                  | -                     |                 |              | |
| Scania, King of the road                                      | 1983                  | -                     |                 |              | |
| Aan elke vrouw waar 'k eens van hield                         | 1984                  | 07-04-1984            | tip7            | -            | met Ben Steneker / Nr. 34 in de Single Top 100                                                                       |
| Wat 'n baan                                                   | 1984                  | -                     |                 |              | |
| Weg van de snelweg                                            | 1984                  | -                     |                 |              | |
| Jimmy is lazarus                                              | 1986                  | -                     |                 |              | |
| Gooi nog eens een blok op het vuur schat                      | 1986                  | -                     |                 |              | |
| 120 Varkens naar Beiroet                                      | 1987                  | -                     |                 |              | |
| Deze jongen gaat naar huis                                    | 1987                  | -                     |                 |              | |
| Zo rij ik Europa rond                                         | 1988                  | -                     |                 |              | |
| 'n Sneeuwwitte bruidsjurk                                     | 1988                  | 24-12-1988            | 16              | 10           | Nr. 12 in de Single Top 100                                                                                          |
| Zo, zoals je bent                                             | 1989                  | 08-04-1989            | tip4            | -            | Nr. 44 in de Single Top 100                                                                                          |
| Die kleine deur naar 't paradijs                              | 1990                  | 05-05-1990            | 35              | 3            | Nr. 28 in de Single Top 100                                                                                          |
| Hé Suzie                                                      | 1990                  | 01-09-1990            | 8               | 9            | Nr. 6 in de Single Top 100 / Alarmschijf                                                                             |
| Als ik ga moet je niet om me huilen                           | 1990                  | 17-11-1990            | tip3            | -            | Nr. 24 in de Single Top 100                                                                                          |
| Ik moet nog wat jaren mee                                     | 1990                  | 05-10-1990            | 12              | 8            | Nr. 7 in de Single Top 100                                                                                           |
| Ik ben veel liever alleen                                     | 1992                  | 01-02-1992            | 32              | 3            | Nr. 23 in de Single Top 100                                                                                          |
| Kijk uit hier ben ik                                          | 1992                  | 25-07-1992            | 35              | 3            | Nr. 21 in de Single Top 100                                                                                          |
| Rosie                                                         | 1992                  | 31-10-1992            | 31              | 3            | Nr. 24 in de Single Top 100                                                                                          |
| Voor 'n teken van leven                                       | 1993                  | 24-04-1993            | tip14           | -            | Nr. 44 in de Single Top 100                                                                                          |
| Beun de beunhaas                                              | 1993                  | 18-9-1993             | 29              | 5            | Nr. 19 in de Single Top 100                                                                                          |
| De zon schijnt in m'n cabine                                  | 1994                  | 23-04-1994            | 38              | 2            | Nr. 33 in de Single Top 100                                                                                          |
| Ik heb jou                                                    | 1994                  | 08-10-1994            | tip5            | -            | Nr. 29 in de Single Top 100                                                                                          |
| Da's leuk                                                     | 1995                  | 14-10-1995            | tip20           | -            | |
| De vlam is gedoofd                                            | 1995                  | -                     |                 |              | |
| Geloof, hoop en liefde                                        | 1997                  | -                     |                 |              | |
| Kleine Waker                                                  | 1998                  | -                     |                 |              | |
| Mijn Daffy Duck                                               | 1998                  | -                     |                 |              | Nr. 89 in de Single Top 100                                                                                          |
| 18 Wielen                                                     | 1998                  | 08-08-1998            | tip21           | -            | Nr. 99 in de Single Top 100                                                                                          |
| Oorlogskind                                                   | 1999                  |                       |                 |              | |
| Geboren als een trucker                                       | 2001                  | -                     |                 |              | |
| Sophie                                                        | 2002                  | -                     |                 |              | Nr. 97 in de Single Top 100                                                                                          |
| Altijd onderweg                                               | 2003                  | -                     |                 |              | |
| Zolang de motor draait                                        | 2004                  | -                     |                 |              | |
| Meisie meisie                                                 | 2004                  | -                     |                 |              | |
| Het zwarte asfalt                                             | 2005                  | -                     |                 |              | Nr. 81 in de Single Top 100                                                                                          |
| Geheime liedjes                                               | 2005                  | -                     |                 |              | |
| Van de wereld                                                 | 2008                  | -                     |                 |              | Nr. 80 in de Single Top 100                                                                                          |
| Wat zegt je hart ervan                                        | 2009                  | -                     |                 |              | |
| Voila L'amour                                                 | 2009                  | -                     |                 |              | |
| Onze kracht                                                   | 2011                  | -                     |                 |              | Als onderdeel van Hollandse Kerst Sterren / Benefietsingle voor "Doe een wens stichting" Nr. 54 in de Single Top 100 |
| De weg naar geluk                                             | 2011                  | -                     |                 |              | met Silvia Swart |
| Door dik en dun                                               | 2012                  | -                     |                 |              | |
| Ware dromen                                                   | 2012                  | -                     |                 |              | |
| Blijf bij me                                                  | 01-10-2012            | -                     |                 |              | |
| Truckers Kerst                                                | 07-12-2012            | -                     |                 |              | |
| Komt er rook uit de pijp                                      | 2013                  | -                     |                 |              | |
| Tijd voor een Koning                                          | 17-04-2013            | -                     |                 |              | |
| Met z'n gitaar en z'n liedjes                                 | 26-09-2013            | -                     |                 |              | Met Dave Davis |
| Samen komen we er uit!                                        | 22-11-2013            | -                     |                 |              | Als onderdeel van All4food / Benefietsingle voor Voedselbank Zuidoost Groningen                                      |
| Kleinkinderen                                                 | 29-11-2013            | -                     |                 |              | |
| Ga gaaah!                                                     | 17-07-2014            | -                     |                 |              | |
| Truckers Kerst                                                | 26-11-2015            | -                     |                 |              | Nieuwe versie van hit uit 2012                                                                                       |
| Hoe die zomer was                                             | 22-07-2016            | -                     |                 |              | |
| Café de hemel                                                 | 09-11-2016            | -                     |                 |              | met Dick van Altena                                                                                                  |
| Deze Zomer is voor jou                                        | 15-05-2017            | -                     |                 |              | |
| Hoeveel kilometer                                             | 25-08-2017            | -                     |                 |              | |
| Kerstmis is voor iedereen                                     | 24-11-2017            | -                     |                 |              | |
| Whisky Billy                                                  | 02-01-2018            | -                     |                 |              | Vinyl-single |
| Frachtriders                                                  | 14-06-2019            | -                     |                 |              | Met Doelleazen & Auke en Ellen (thema van het Truckfestival Burdaard van 15 juni 2019)                               |
| Helden van de snelweg                                         | 27-06-2019            | -                     |                 |              | Vinyl-single |
| Tranen op het stuur                                           | 08-10-2019            | -                     |                 |              | |
| Hé Suzie                                                      | 14-02-2020            | -                     |                 |              | De Doelleazen ft. Henk Wijngaard                                                                                     |
| Met de vlam in de pijp (2020 versie)                          | 20-03-2020            | -                     |                 |              | Speciale Corona versie                                                                                               |
| Ik wil jou                                                    | 27-03-2020            | -                     |                 |              | |
| Met de vlam in De pijp (2020 versie)                          | 22-04-2020            | -                     |                 |              | Speciale Corona versie uitgebracht op Vinyl-single                                                                   |
| Mijn Groningen                                                | 28-08-2020            | -                     |                 |              | met Bernardine Waterloo                                                                                              |
| Meissie Meissie                                               | 20-11-2020            | -                     |                 |              | De Doelleazen ft. Henk Wijngaard                                                                                     |
| Ochtendlaifde                                                 | 2021                  | -                     |                 |              | Vinyl-single |
| Met de vlam in de pijp                                        | 16-04-2021            | -                     |                 |              | De Doelleazen ft. Henk Wijngaard                                                                                     |
| Met de vlam in de pijp (ode aan Max)                          | 09-12-2021            | -                     |                 |              | Ode aan Max Verstappen                                                                                               |
| Kleine Waker                                                  | 01-04-2022            | -                     |                 |              | Vinyl-single |
| Meneer Poetin                                                 | 02-04-2022            | -                     |                 |              | Protestsong over de oorlog in Oekraïne in 2022                                                                       |
| Hit the road medley                                           | 08-09-2022            | -                     |                 |              | |
| Het Klokje rond                                               | 07-12-2022            | -                     |                 |              | |
| Zonder boer geen voer                                         | 09-01-2023            | -                     |                 |              | |
| Dat is wat mijn opa zei                                       | 24-02-2023            | -                     |                 |              | |
| Met de vlam in de Pijp (trek & pull)                          | 09-06-2023            | -                     |                 |              | met Daani |
| Ik moet nog wat jaren mee                                     | 27-10-2023            | -                     |                 |              | De Doelleazen ft. Henk Wijngaard                                                                                     |

| Single met hitnotering(en) in de Vlaamse Ultratop 50 | Datum van verschijnen | Datum van binnenkomst | Hoogste positie | Aantal weken | Opmerkingen                 |
| ---------------------------------------------------- | --------------------- | --------------------- | --------------- | ------------ | --------------------------- |
| Met de vlam in de pijp                               | 1978                  | -                     |                 |              | Nr. 11 in de Radio 2 Top 30 |
| Nachtrijders                                         | 1978                  | -                     |                 |              | Nr. 29 in de Radio 2 Top 30 |

### NPO Radio 2 Top 2000
| Nummer met noteringen in de NPO Radio 2 Top 2000 | '06  | '07  | '08-'22 | '23  | '24  |
| ------------------------------------------------ | ---- | ---- | ------- | ---- | ---- |
| Met de vlam in de pijp                           | 1804 | 1657 | -       | 1984 | 1974 |

1. ↑  Een '-' betekent dat het nummer niet was genoteerd en een vetgedrukt getal geeft de hoogste notering aan.
2. ↑  2006 was het eerste jaar met een notering voor dit nummer.

## Filmografie
| Jaar | Titel                                                                   | Rol      | Opmerking |
| ---- | ----------------------------------------------------------------------- | -------- | --------- |
| 2003 | Sinterklaas en het Gevaar in de Vallei                                  | Zichzelf | Film      |
| 2020 | Lotto winnaars blijven gewoon werken, maar trakteren wel hun collega’s! | Zichzelf | Reclame   |